# Jlóbin
Jlóbin (em bielorrusso:  Жло́бін; em russo:  Жло́бин; em polonês/polaco:  Żłobin; em lituano:  Žlobinas) é uma cidade às margens do rio Dniepre, no distrito de Jlóbin, no Vlobast de Homiel, na Bielorrússia. Em 2017, sua população era 76.078 habitantes.
A cidade é notável por ser o local onde a siderúrgica BMZ foi estabelecida. A BMZ é uma das maiores empresas da Bielorrússia e uma importante produtora mundial de fios e cabos de aço. A empresa é a principal sustentadora da economia da cidade.

## História
Em 1939, 19% da população da cidade era judia. Durante a Segunda Guerra Mundial, os nazistas capturaram os judeus e os prenderam em dois guetos diferentes, onde sofriam de fome, doenças e abusos. Em 12 de abril de 1942, 1.200 judeus foram assassinados nos guetos.

## Cidades gêmeas e cidades irmãs
- Scalenghe, Itália (desde 1992)[2]
- Viksa, Rússia
- Lianiungang, China (desde 2016)